# 압력반사

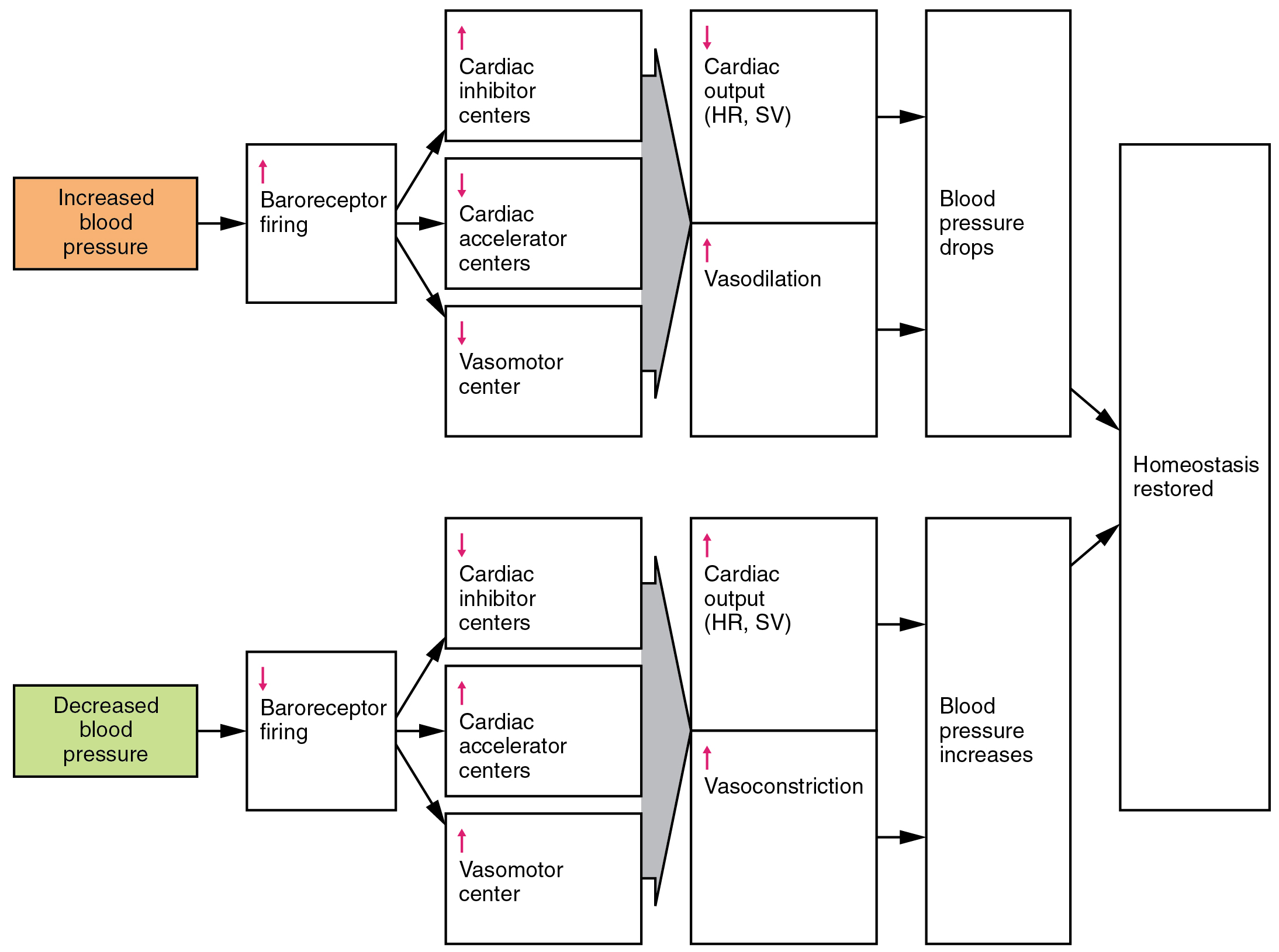
압력수용기 반사를 보여주는 흐름도

압력반사(baroreflex, 압반사) 또는 압력수용기 반사(baroreceptor reflex)는 혈압을 거의 일정한 수준으로 유지하는 데 도움이 되는 신체의 항상성 기전 중 하나이다. 압반사는 혈압 상승으로 인해 심박수가 감소하는 급속한 음성 피드백 고리를 제공한다. 혈압이 감소하면 압반사 활성화가 감소하고 심박수가 증가하여 혈압 수준이 회복된다. 이들의 기능은 동맥벽의 장력 변화에 반응하여 압력 변화를 감지하는 것이다. 압력 반사는 심장 주기(몇 분의 1초)보다 짧은 시간 내에 작용하기 시작할 수 있으므로 압력 반사 조정은 중력으로 인해 서있을 때 혈압이 감소하는 경향인 자세성 저혈압을 다루는데 있어 핵심 요소이다.
이 시스템은 주로 대동맥활(aortic arch)과 경동맥동(carotid sinus)에 있는 압력수용기(baroreceptor)로 알려진 전문화된 뉴런에 의존하여 혈압의 변화를 모니터링하고 이를 숨뇌로 전달한다. 압력수용체는 신장 수용체이며 압력에 의해 유발되는 혈관의 신장에 반응한다. 압반사에 의해 유발된 혈압 변화는 자율신경계의 두 가지, 즉 부교감 신경과 교감 신경에 의해 매개된다. 압수용체는 정상 혈압에서도 활동하므로 이들의 활동은 혈압의 증가와 감소에 대해 뇌에 알려준다.
신체에는 혈압을 조절하는 두 가지 느리게 작용하는 시스템이 있다. 즉, 혈압이 너무 높을 때 심장은 심방 나트륨 이뇨 펩타이드를 방출하고, 신장은 레닌-안지오텐신 시스템을 사용하여 저혈압을 감지하고 교정한다.

## 같이 보기
- 아서 가이튼
- 심장기능상실(heart failure, 심부전)
- 뻗침수용기(신장수용기)
- 저압 수용기
- 고압 수용기
- 심방 나트륨이뇨 펩타이드: 심방이 늘어나면 혈압이 올라간 것으로 보고 나트륨을 배출하여 혈압을 낮춤
- 레닌-앤지오텐신 계통: 토리곁 장치를 지나는 혈류량이 감소하면 혈압이 낮은 것으로 간주하고 부신피질에서 알도스테론을 분비하여 집합관에서 나트륨 재흡수를 높여 혈압 높임
- 베인브리지 반사: 우심방 벽이 늘어나는 것에 반응하여 심박수를 증가시켜 정맥쪽 혈압 낮춤
- 항이뇨 호르몬: 체액의 삼투 농도가 높아졌을 때 시상하부가 이를 감지하고 뇌하수체 후엽이 항이뇨 호르몬을 분비하여 집합관에서 수분 재흡수를 늘림